# Grease: Rise of the Pink Ladies
Pour les articles homonymes, voir Grease.
Production
Diffusion
Chronologie
Grease 2
Grease: Rise of the Pink Ladies est une série télévisée américaine créée par 	Annabel Oakes. Les 10 épisodes de la série sont diffusés sur la plateforme Paramount+ entre le 6 avril 2023 et le 1er juin 2023. Il s'agit d'une préquelle aux films Grease (1978) et Grease 2 (1982), inspirée de la comédie musicale Grease créée par Jim Jacobs et Warren Casey.

## Synopsis
En 1954, quatre élèves du lycée Rydell High, fatiguées et inadaptées, vont s'unir au sein du groupe de filles des Pink Ladies. Cela va changer la face de l'établissement.

## Distribution

### Personnages principaux
- Marisa Davila (VF : Margaux Maillet) : Jane Facciano
- Cheyenne Isabel Wells (VF : Kaïna Blada) : Olivia Valdovinos
- Ari Notartomaso (VF : Nathalie Kanoui) : Cynthia Zdunowski
- Tricia Fukuhara (VF : Geneviève Doang) : Nancy Nakagawa
- Shanel Bailey (VF : Amélia Ewu) : Hazel Robertson
- Madison Thompson (VF : Marion Peronnet) : Susan St. Clair
- Johnathan Nieves (en) (VF : Geoffrey Loval) : Richie Valdovinos
- Jason Schmidt (VF : Simon Herlin) : Buddy Aldridge
- Nicholas McDonough (VF : Guillaume Beaujolais) : Gil Rizzo
- Jackie Hoffman (VF : Josiane Pinson) : l'assistante du principal Greta McGee

### Récurrents
- Chris McNally (en) (VF : Guillaume Pevée) : M. Leonard Daniels
- Charlotte Kavanagh (VF : Amandine Bataille) : Rosemary
- Josette Halpert (VF : Iliana Sakji) : Dorothy « Dot »
- Maximo Salas (VF : Florent Pochet) : Edward « Timide »
- Alexis Sides : « Potato »
- Maxwell Whittington-Cooper (VF : Baptiste Marc) : Wally Winslow
- Niamh Wilson (VF : Marine Duhamel) : Lydia
- Madison Elizabeth Lagares (VF : Ophélie Bernard) : Fran « Frenchy » Facciano
- Emma Shannon (VF : Emma Santini) : Betty Rizzo
- Victor Lau : Floyd

 Source et légende : version française (VF) sur RS Doublage

## Production

### Genèse et développement
En octobre 2019, WarnerMedia commande une série intitulée Grease: Rydell High, prévu pour sa plateforme HBO Max. En avril 2020, Annabel Oakes est chargée d'écrire le pilote et engagée comme productrice déléguée de la série. En mai 2020, le projet est renommé Grease: Rise of the Pink Ladies et il est annoncé qu'il sera diffusé courant 2021.
En octobre 2020, il est finalement annoncé que la série sera diffusée sur Paramount+. Malgré ce changement, Annabel Oakes reste attachée au projet. En juillet 2021, il est révélé que la série est officiellement confirmée avec 10 épisodes commandées par Paramount+. En octobre 2021, Alethea Jones (en) est annoncée comme productrice et à la réalisation du premier épisode.
En juin 2023, Paramount+ annule et supprime plusieurs de leurs séries originales la plateforme parmi lesquelles Grease: Rise of the Pink Ladies. Ils laissent cependant à Paramount Studios Television le droit de revendre la série.

### Distribution des rôles
En janvier 2022, Marisa Davila, Cheyenne Isabel Wells, Ari Notartomaso, Tricia Fukuhara, Shanel Bailey, Madison Thompson, Johnathan Nieves, Jason Schmidt, Maxwell Whittington-Cooper ou encore Jackie Hoffman sont annoncés dans des rôles principaux. En février 2022, Chris McNally, Charlotte Kavanagh, Josette Halpert, Nicholas McDonough, Maximo Weber Salas et Alexis Sides sont également confirmés,.

### Tournage
Alors que le tournage devait se dérouler en Californie avec un important crédit d'impôts, il est finalement annoncé, en janvier 2022, que les prises de vues viennent de débuter à Vancouver au Canada.